# Костшина (гміна Пшистайнь)
Костшина (пол. Kostrzyna) — село в Польщі, у гміні Пшистайнь Клобуцького повіту Сілезького воєводства.
Населення — 304 особи (2011).
У 1975—1998 роках село належало до Ченстоховського воєводства.

## Демографія
Демографічна структура станом на 31 березня 2011 року:
|          | Загалом | Допрацездатний вік | Працездатний вік | Постпрацездатний вік |
| -------- | ------- | ------------------ | ---------------- | -------------------- |
| Чоловіки | 151     | 46                 | 90               | 15                   |
| Жінки    | 153     | 34                 | 87               | 32                   |
| Разом    | 304     | 80                 | 177              | 47                   |